# Angeac-Champagne

Angeac-Champagne este o comună în departamentul Charente, Franța. În 1 ianuarie 2022 avea o populație de 496 de locuitori.